# Erik Andreasson

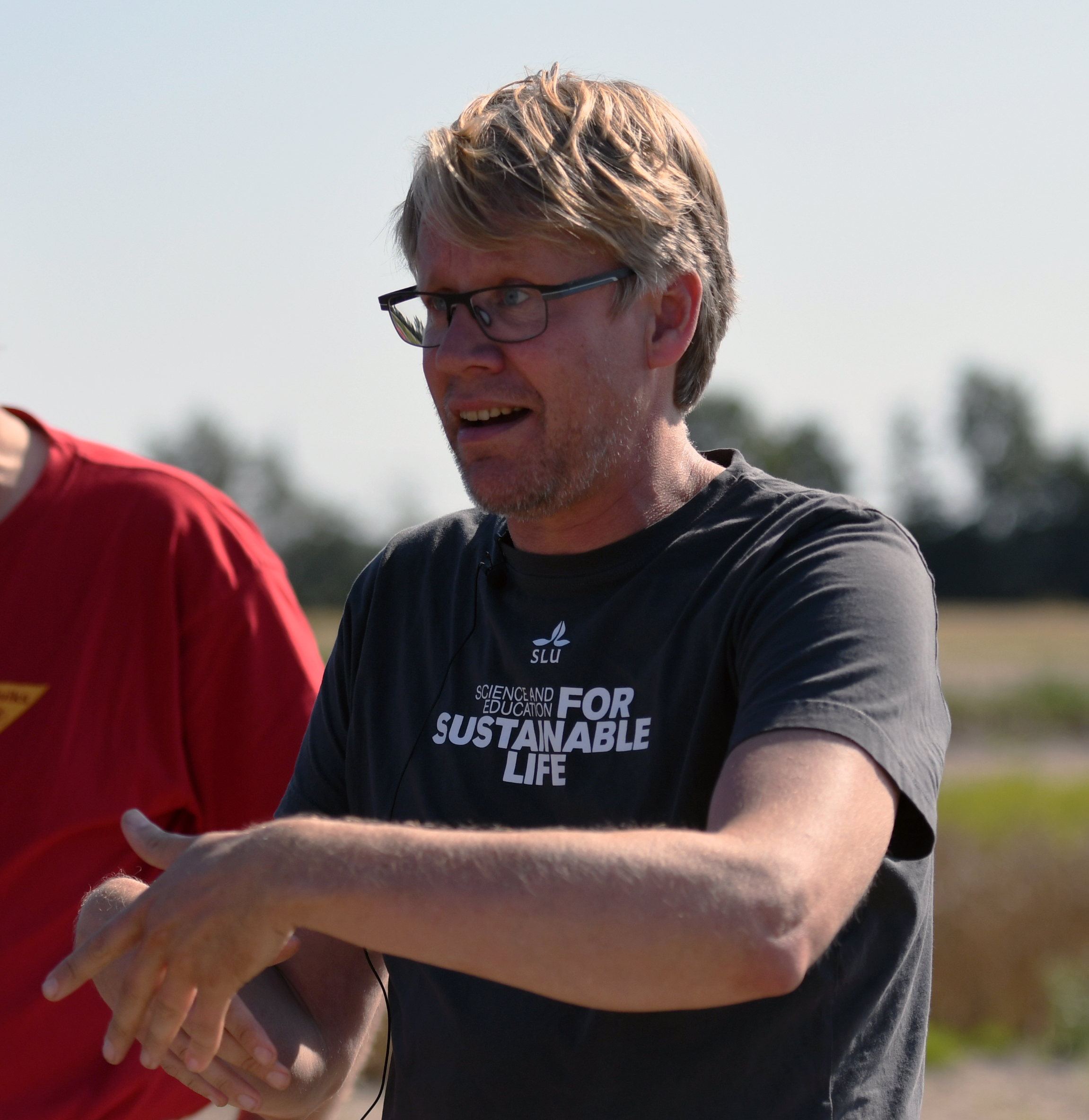
Erik Andreasson berättar om SLU:s försöksodlingar.

Erik Andreasson är en svensk biolog och professor. Han är professor i resistensbiologi vid Sveriges lantbruksuniversitet. Hans forskning syftar till att ta fram potatis som är resistent mot bladmögel. Han är chef för resistensbiologienheten vid lantbruksuniversitetet.